# Obaida Al-Samarneh
Obaida Al-Samarneh (Amman, 17 febbraio 1992) è un calciatore giordano, centrocampista dell'Al-Ahli e della Nazionale giordana.

## Carriera

### Club
Ha sempre giocato nel campionato giordano.

### Nazionale
Con la maglia della Nazionale ha esordito nel 2016 ed è stato convocato per la Coppa d'Asia 2019.